# Bitva u Fleurus (1794)
Bitva u Fleurus byla jedním z nejdůležitějších střetnutí francouzských revolučních válek. Francouzská armáda pod velením generála Jourdana v ní 26. června roku 1794 porazila rakousko-nizozemské síly, kterým velel princ Josiáš Koburský.
V průběhu bojů byl na francouzské straně poprvé v bitvě použit balón, a to za účelem sledování pohybu nepřítele.

## Průběh střetnutí

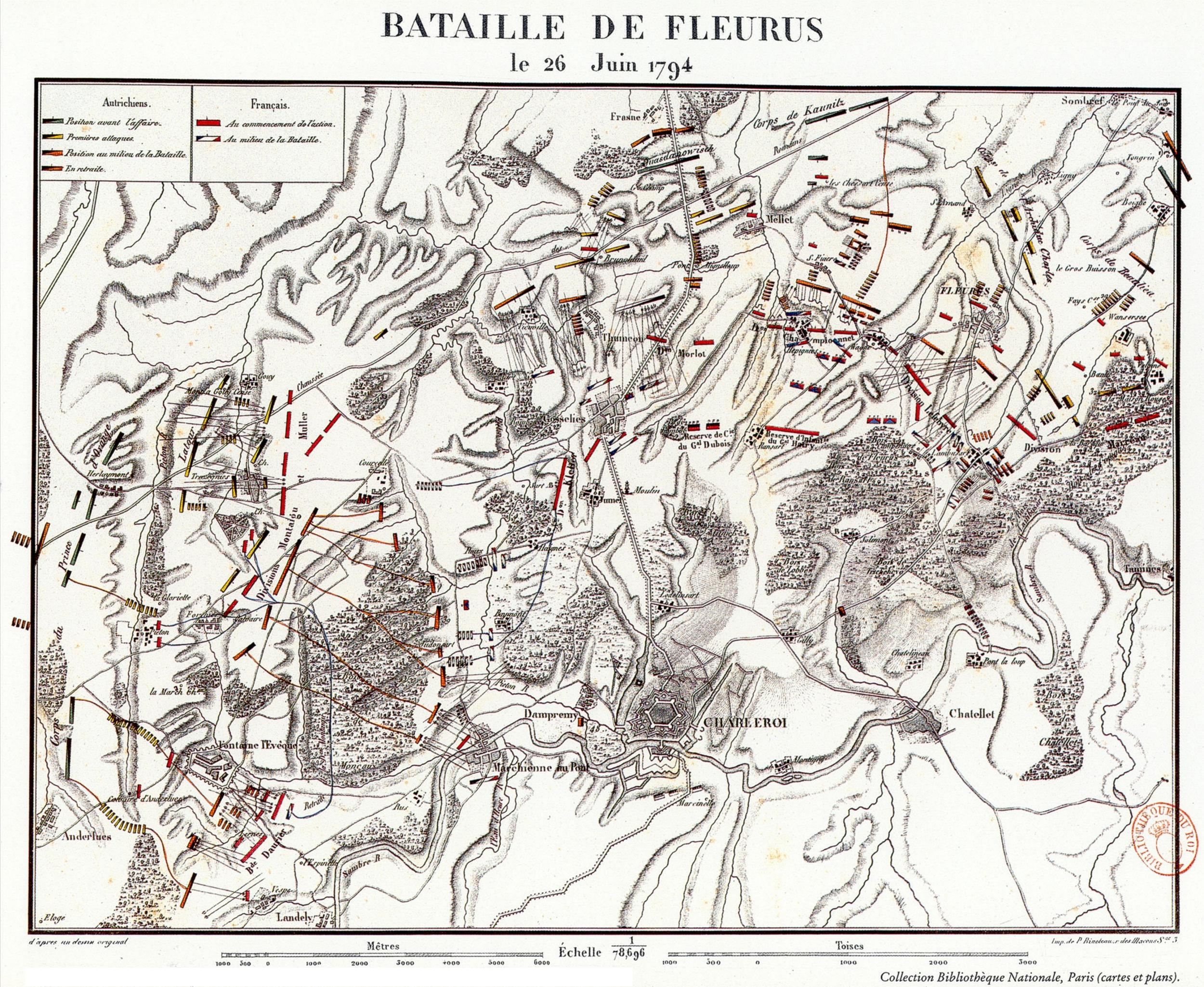
Mapa bitvy

K bitvě došlo u dnes belgického města Fleurus. Celý týden před ní se Jourdanova armáda snažila dobýt nedaleké Charleroi. Velitel rakousko-nizozemské armády rozestavil své vojsko do půlkruhu o délce zhruba jedné míle. Jeho protivník generál Jourdan měl mírnou přesilu a zvolil kratší bojovou linii. Boj začal mezi třetí a čtvrtou hodinou ranní. Zpočátku měla navrch revoluční armáda, která se úspěšně bránila útoku Koburkova pravého křídla, na jehož velení se podílel princ Oranžský. Francouzský úder generálů Championneta a Morleaua na střed spojenecké armády se ale nezdařil a pravé křídlo revoluční armády pod velením Marceaua se dokonce dalo na ústup. Francouzi ale ještě měli dost sil na další ofenzívu, při níž generál Jourdan osobně převzal velení jezdeckých záloh. Rakušané se poté dali na celkový ústup, ale vyčerpaná francouzská armáda už neměla sílu je pronásledovat.
Na velení francouzské armády se podílel zástupce Konventu, poslanec Saint-Just.

## Po bitvě
Vítězové obsadili Charleroi a následně ovládli celé Rakouské Nizozemí. Následoval útok na Holandsko, dobytí Antverp a Lutychu.
Francouzi očekávali, že úspěch jejich vojsk u Fleurus přispěje k vnitropolitické stabilizaci a ukončení jakobínského teroru. K tomu ale došlo až po thermidorském převratu.